# Курган

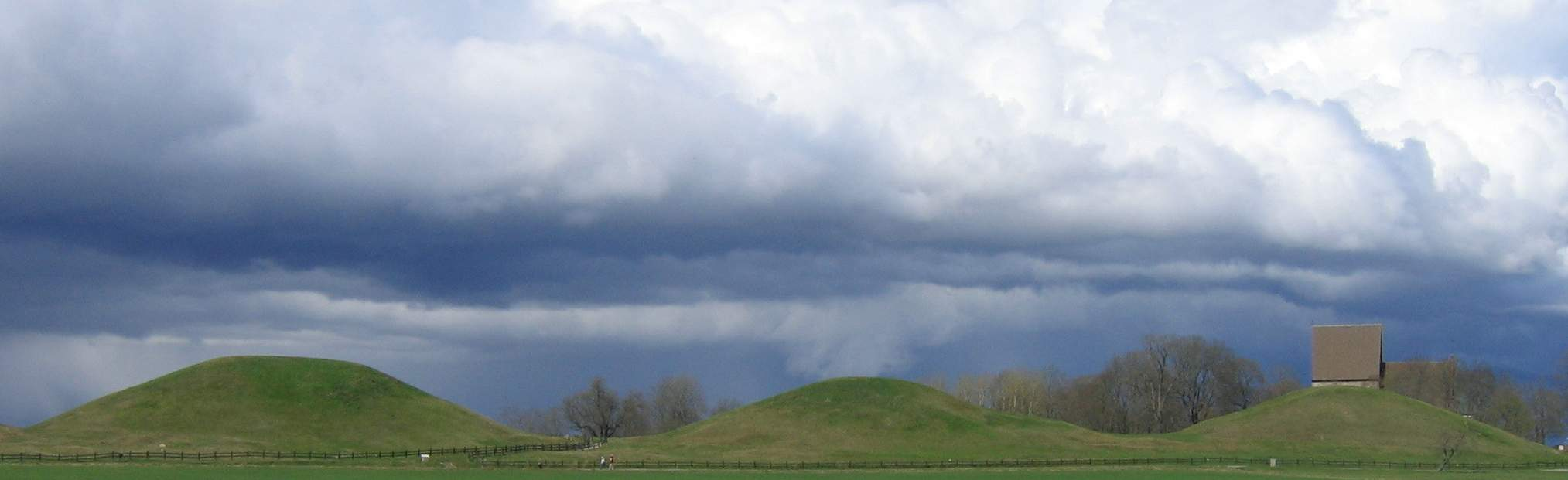
«Королевские курганы» Старой Уппсалы.

Курга́н — погребальное сооружение, представляющее собой обычно насыпь из земли, камня, иногда настил из дёрна. Встречаются на всех континентах, кроме Австралии и Антарктиды. Выделяются многочисленные типы курганов, характеризующиеся особенностями конструкции погребальной камеры и насыпи.

## Евразия
Раскопки курганов в России начались после указа Петра I от 13 (24) февраля 1718 года.
В Великой степи, включая степную Россию, представлены курганы практически всех эпох (от энеолита до наших дней) и самых разных кочевых народов — от индоевропейской до тюркской языковой групп. Некоторые археологические культуры Евразии названы в честь оставленных ими курганов — культура курганных погребений, культура псковских длинных курганов, культура новгородских сопок.
Большое количество курганов расположено в Республике Хакасия. Самый известный — Большой Салбыкский курган, открытый в 1739 году Г. Ф. Миллером и раскопанный в 1954—1956 гг. экспедицией АН СССР под руководством С. В. Киселёва.
Большим своеобразием отличаются курганы Британских островов, известные со времён неолита. Английские учёные издавна различают длинные и круглые курганы (в том числе чашевидные, разновидностью которых считаются каменные каирны).
Примеры
- Курганный некрополь Боролдай — некрополь в Алма-Ате
- Курган у Западного кладбища — некрополь в Алма-Ате
- Курган Ботанического сада — некрополь в Ботаническом саду Алма-Аты

### Индоевропейцы
Первые курганы в степной зоне датируются периодом энеолита (4 тысячелетие до н. э.), практика их сооружения продолжается вплоть до средних веков. Согласно общепринятой курганной гипотезе литовской-американской исследовательницы Марии Гимбутас, начало сооружения курганов связано с распространением носителей индо-европейских языков. Сооружение курганов над захоронениями характерно для многих ветвей индоевропейцев, особенно для скифов (Пазырык) и скандинавов (Чёрная могила, Гнёздовские курганы, Старая Уппсала). 

### Китай и Япония
В Китае крупнейшим в ряду подобных является погребальный курган-пирамида первого китайского императора Цинь Шихуанди. В Японии курганы имели особенно важное значение в IV—VI вв., в связи с чем этот период в истории страны назван «курганным». Курганы отличались большим разнообразием форм (от круглых до квадратных) и размерами (периметр до 200 м).

## Америка
Древние курганы Северной Америки традиционно называют «маундами». Поэтому ряд доколумбовых индейских культур США (в том числе Миссисипская культура) известны под общим названием «строители маундов». Маунды подразделяются на 3 основные группы: обычные округлые холмы, фигурные холмы, в виде зооморфных (см. Серпент-Маунд) и реже антропоморфных фигур и платформы с плоскими вершинами — основания под храмы и жилища знати. Крупнейшим из последних является «Маунд монахов» в древнем поселении Кахокия.

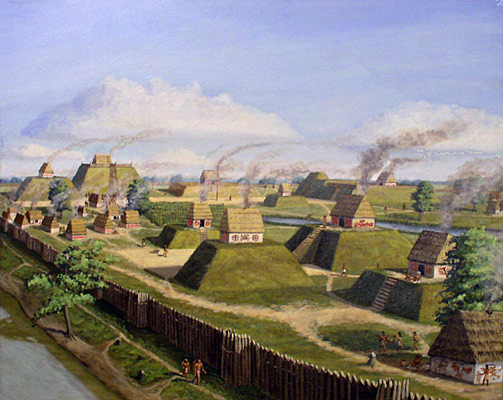
Представление современного художника о поселении на Кинкейдских холмах (Миссисипская культура)
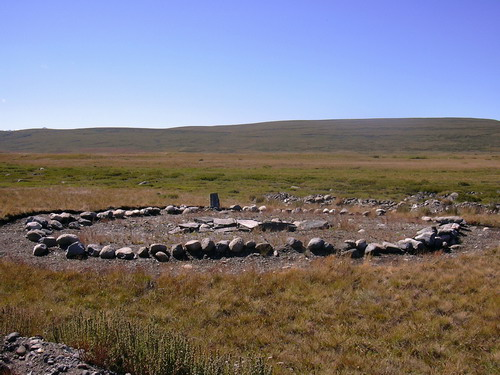
Рекультивированный (восстановленный) курган скифской эпохи, плоскогорье Укок, Республика Алтай
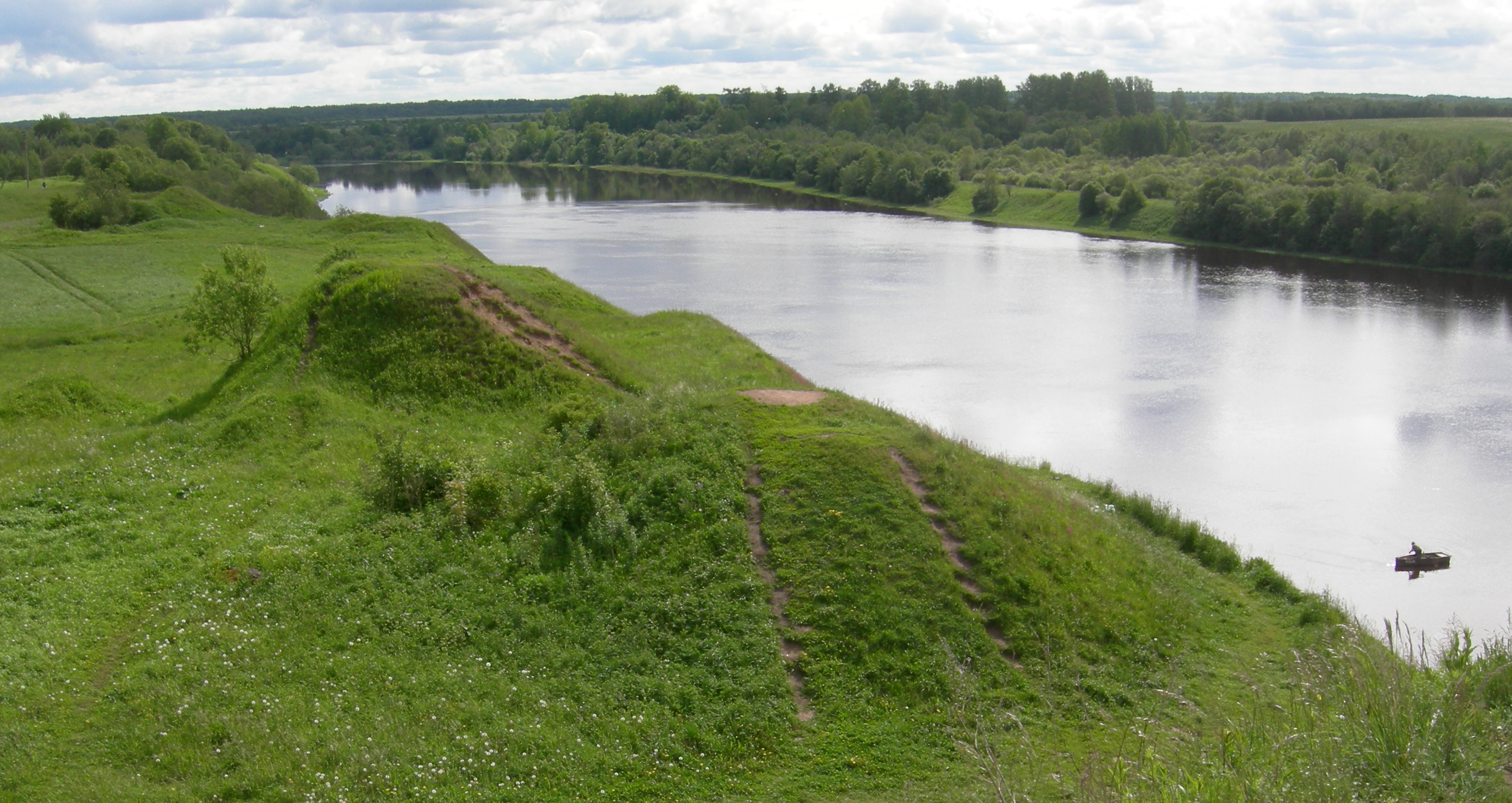
Варяжские сопки вдоль Волхова
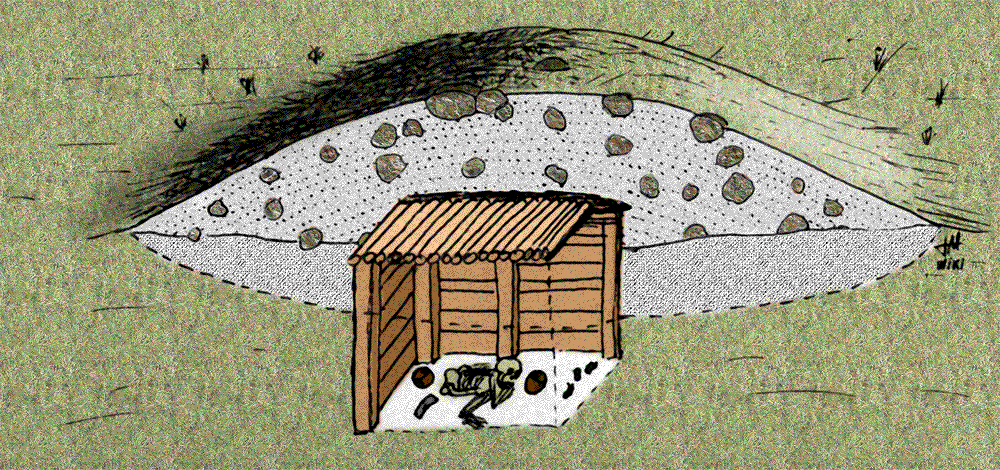
Курган в разрезе